# Joce Mienniel
Jocelyn „Joce“ Mienniel (* 1972) ist ein französischer Jazzmusiker (Flöte, Saxophon, auch Keyboards, Komposition), der zunächst auch als klassischer Flötist und im Bereich der elektronischen Musik hervorgetreten ist.

## Wirken
Mienniel studierte am Pariser Konservatorium, wo er 2004 mit dem ersten Preis im Fach Jazz mit einstimmiger Zustimmung und Gratulation der Jury absolvierte.
Ab 2006 gehörte Mienniel zur Formation von Jean-Marie Machado. Zwischen 2009 und 2014 war er Mitglied des Orchestre National de Jazz unter der Leitung von Daniel Yvinec, mit dem drei Alben entstanden. Nach seinem Debütalbum Paris Short Stories Saison 1 (2012) spielte er mehrere weitere Alben unter eigenem Namen ein, zum Teil wie bei Tilt oder The Dreamer in Quartettbesetzung. Sein Album Babel (2019), das sich mit Flöteninstrumenten aus verschiedenen Kulturen beschäftigte, wurde bei France Culture ausführlich vorgestellt.
Mienniel ist zudem der Künstlerischer Leiter des Labels Drugstore Malone. Seit 2012 leitet er zusammen mit Sylvain Rifflet das Art Sonic Ensemble, das die Alben Cinque Terre (2013) und Bal Perdu (2016) veröffentlichte. Gemeinsam mit dem Cellisten François Salque bzw. Vincent Peirani oder Pascal Contet am Akkordeon gibt er seit einigen Jahren zahlreiche Konzerte. Weiterhin ist er auf Alben mit dem Christophe Metra Quintet und dem Trio von Didier Ithursarry zu hören. 2024 trat er mit einem Soloprogramm bei Jazz à Porquerolles auf.
2007 wurde Mienniel vom Festival Beauvais beauftragt, ein Stück zeitgenössischer Musik Reaching the shore... für Solo-Cello zu schreiben, das François Salque aufführte und auf France Musique gesendet wurde. Für das Fernsehen arbeitete er gemeinsam mit Jean-Michel Fète an seinem zweiten Kurzfilm, Lâcher la rampe. 2006/2007 wirkte er mit Vincent Stora als Orchestrator und Co-Komponist für L’amour de Dieu und Les Camarades, 2008 dann als Orchestrator und Dirigent an den symphonischen Soundtracks der Filme Elles et moi und Le réveillon des bonnes. Auch arbeitete er an Soundtracks für Kurzfilme von Gaëlle Denis wie Fish Never Sleep, der 2002 den British Award für den besten animierten Kurzfilm erhielt.